# Buala
Buala è un borgo delle Isole Salomone situato sull'isola di Santa Isabel di cui è anche il capoluogo di provincia e che è l'isola più lunga del paese. Si trova su una baia affacciata sull'Oceano Pacifico protetta dalla vicina isola di Fera. Buala comprende la stazione di Jejevo e il villaggio di Buala. Buala si trova su un lato di una collina, quindi non c'è posto per la città per espandersi, nuove strade di collegamento sono state continuamente sviluppate alle estremità est e ovest della township. Una di queste strade arrivava fino al villaggio di Hovokiolo, nel distretto di Maringe occidentale. Kubolota, Tithiro e Maglau sono villaggi vicini a questa piccola città. Più in alto nell'entroterra si trovano Tirotogna, Bara, Gurena e Kolokofa. La gente di questi villaggi frequenta anche il borgo di Buala.
L'aeroporto locale si trova sull'isola di Fera, a 15 minuti di navigazione da Buala.